# Costanza d'Aragona (regina 1318)
Costanza (1318 – Montpellier, 1346) è stata una principessa aragonese, regina consorte di Maiorca e principessa consorte di Acaia dal 1336 al 1346.

## Origine
Figlia secondogenita del re d'Aragona, di Valencia e di Sardegna, Conte di Barcellona, di Urgell, di Empúries e delle altre contee catalane, Alfonso il Benigno e della sua prima moglie, la contessa di Urgell, Teresa di Entenza (ca. 1300 - † Saragozza 1327), figlia di Gombaldo, barone di Entença e signore di Alcolea e di Costanza d'Antillón, erede della contea di Urgell.

## Biografia
Secondo la Cronaca Piniatense, Costanza era la figlia del re Alfonso IV e della moglie, Teresa di Entenza e si sarebbe poi sposata col re Giacomo III di Maiorca (del rey Don Jayme de Mallorqua).
Per rafforzare i rapporti tra le due casate (Aragona e Aragona-Maiorca), il 24 settembre del 1325, Costanza, di sette anni, figlia dell'erede al trono d'Aragona, fu promessa in sposa al cugino (ambedue erano bisnipoti di Giacomo I d'Aragona), di dieci anni, il re di Maiorca, Giacomo III, figlio di Ferdinando d'Aragona e dell'erede del principato d'Acaia, Isabella di Sabran.
Nel 1335, Giacomo III, riconosciuto maggiorenne, anche per mantenere buono il rapporto con il regno d'Aragona si apprestò a concludere il matrimonio con Costanza, che fu celebrato, il 24 settembre del 1336, a Perpignan.
Nello stesso anno, alla morte del padre, Alfonso, salì sul trono di Aragona, il fratello di Costanza, Pietro IV il Cerimonioso, che non aveva in simpatia il cugino e cognato e per prima cosa voleva ristabilire il giuramento di vassallaggio del re di Maiorca al re d'Aragona, come previsto dal trattato di Anagni, del 1295, siglato dal nonno di Costanza e Pietro IV il Cerimonioso, Giacomo II il Giusto, ed accettato dal nonno di Giacomo III di Maiorca, Giacomo II di Maiorca.
Dopo alcuni anni di dispute e ripicche, Pietro il Cerimonioso aprì il processo per tradimento contro il cugino e cognato, il marito di Costanza, Giacomo III. il processo condotto dal re di Aragona stesso finì per concludersi nel 1343, con la condanna del re di Maiorca Giacomo alla confisca di tutti i beni che erano rivendicati dalla corona d'Aragona.
Al rifiuto di Giacomo di ottemperare alle disposizioni del tribunale, Pietro invase il regno di Maiorca e, dopo aver sconfitto Giacomo nella battaglia di Santa Ponça, lo occupò.
Giacomo si ritirò allora nelle contee pirenaiche, ma anche quelle, nel corso del 1344, furono attaccate ed occupate dalle truppe catalano-aragonesi.
A Giacomo rimasero solo il Principato d'Acaia e la signoria di Montpellier, dove si ritirò a vivere con Costanza ed i due figli, e dove Costanza morì nel 1346.

## Figli
Costanza a Giacomo diede due figli:
- Giacomo il pretendente (1336-1375), re titolare di Maiorca e principe di Acaia
- Elisabetta di Maiorca (1337-1403), regina titolare di Maiorca.

## Ascendenza
|                       |   |                            | Genitori              |  |  | Nonni |  |  | Bisnonni             |  |  | Trisnonni           |  |
|                       |   |                            |                       |  |  |       |  |  | Pietro III d'Aragona |  |  | Giacomo I d'Aragona |  |
|                       |   |                            |                       |  |  |       |  |  | Pietro III d'Aragona |  |  | Giacomo I d'Aragona |  |
|                       |   | Iolanda d'Ungheria         |                       |  |  |       |  |  | Pietro III d'Aragona |  |  |                     |  |
| Giacomo II di Aragona |   |                            |                       |  |  |       |  |  | Pietro III d'Aragona |  |  |                     |  |
|                       |   | Costanza di Sicilia        | Manfredi di Sicilia   |  |  |       |  |  |                      |  |  |                     |  |
|                       |   | Costanza di Sicilia        | Manfredi di Sicilia   |  |  |       |  |  |                      |  |  |                     |  |
|                       |   | Costanza di Sicilia        | Beatrice di Savoia    |  |  |       |  |  |                      |  |  |                     |  |
| Alfonso IV di Aragona |   | Costanza di Sicilia        |                       |  |  |       |  |  |                      |  |  |                     |  |
|                       |   | Carlo II d'Angiò           | Carlo I d'Angiò       |  |  |       |  |  |                      |  |  |                     |  |
|                       |   | Carlo II d'Angiò           | Carlo I d'Angiò       |  |  |       |  |  |                      |  |  |                     |  |
|                       |   | Carlo II d'Angiò           | Beatrice di Provenza  |  |  |       |  |  |                      |  |  |                     |  |
| Bianca di Napoli      |   | Carlo II d'Angiò           |                       |  |  |       |  |  |                      |  |  |                     |  |
|                       |   | Maria Arpad d'Ungheria     | Stefano V d'Ungheria  |  |  |       |  |  |                      |  |  |                     |  |
|                       |   | Maria Arpad d'Ungheria     | Stefano V d'Ungheria  |  |  |       |  |  |                      |  |  |                     |  |
|                       |   | Maria Arpad d'Ungheria     | Elisabetta dei Cumani |  |  |       |  |  |                      |  |  |                     |  |
| Costanza di Aragona   |   | Maria Arpad d'Ungheria     |                       |  |  |       |  |  |                      |  |  |                     |  |
|                       | … | …                          |                       |  |  |       |  |  |                      |  |  |                     |  |
|                       | … | …                          |                       |  |  |       |  |  |                      |  |  |                     |  |
|                       | … | …                          |                       |  |  |       |  |  |                      |  |  |                     |  |
| Gombaldo di Entenza   | … |                            |                       |  |  |       |  |  |                      |  |  |                     |  |
|                       |   | …                          | …                     |  |  |       |  |  |                      |  |  |                     |  |
|                       |   | …                          | …                     |  |  |       |  |  |                      |  |  |                     |  |
|                       |   | …                          | …                     |  |  |       |  |  |                      |  |  |                     |  |
| Teresa di Entenza     |   | …                          |                       |  |  |       |  |  |                      |  |  |                     |  |
|                       |   | Sancho di Antillòn         | …                     |  |  |       |  |  |                      |  |  |                     |  |
|                       |   | Sancho di Antillòn         | …                     |  |  |       |  |  |                      |  |  |                     |  |
|                       |   | Sancho di Antillòn         | …                     |  |  |       |  |  |                      |  |  |                     |  |
| Costanza di Antillòn  |   | Sancho di Antillòn         |                       |  |  |       |  |  |                      |  |  |                     |  |
|                       |   | Eleonora di Cabrera-Urgell | Álvaro I di Urgell    |  |  |       |  |  |                      |  |  |                     |  |
|                       |   | Eleonora di Cabrera-Urgell | Álvaro I di Urgell    |  |  |       |  |  |                      |  |  |                     |  |
|                       |   | Eleonora di Cabrera-Urgell | Costanza di Montcada  |  |  |       |  |  |                      |  |  |                     |  |
|                       |   | Eleonora di Cabrera-Urgell |                       |  |  |       |  |  |                      |  |  |                     |  |